# Caricea spuria
Caricea spuria är en tvåvingeart som först beskrevs av Zetterstedt 1838.  Caricea spuria ingår i släktet Caricea och familjen husflugor. Inga underarter finns listade i Catalogue of Life.